# HD 205072
HD 205072，又名BD+79 707，SAO 3568、HR 8239，是一颗恒星，视星等为5.97，位于銀經114.98，銀緯21.03，其B1900.0坐标为赤經21h 27m 46.7s，赤緯+80° 21.03′ 20″。